# Alexander Sokolowsky
Carl Alexander von Sokolowsky, conosciuto semplicemente come Alexander Sokolowsky (Amburgo, 1866 – Genova, 1949) è stato uno zoologo tedesco.

## Biografia
Nato ad Amburgo nel 1866, era figlio del dottore Ferdinand Sokolowsky, si è diplomato alla scuola commerciale generale. Dal 1887 al 1889 studiò scienze naturali all'università di Jena sotto Ernst Haeckel, con cui intrattenne un fitto rapporto epistolare e di collaborazione, dove lavorò come disegnatore scientifico. Di Haeckel fu sempre entusiasta sostenitore delle sue idee, che influenzarono anche le sue successive pubblicazioni e che lo fece aderire alla filosofia monista. Dopo aver trascorso tre semestri a Berlino, studiò sotto Arnold Lang all'università di Zurigo dal 1893 al 1895,  dove lavorò come insegnante di anatomia presso la Kunstgewerbeschule dal 1893 al marzo 1898. Allo stesso tempo era bibliotecario presso il Gewerbemuseum. Ha poi lavorato per due anni e mezzo al Zoologischer Garten Berlin. Nel 1901 trova lavoro presso il Deutsches Kolonialmuseum.
Fino a circa il 1903 lavorò come assistente di ricerca presso il giardino zoologico di Berlino sotto Ludwig Heck. Dal 1903 al 1905 divenne direttore del Zoologischer Garten Düsseldorf.
Entrò in contatto con Carl Hagenbeck, a cui dedicò una biografia nel 1928, e tornato ad Amburgo nel 1906, ne divenne assistente presso il Tierpark Hagenbeck a Stellingen.

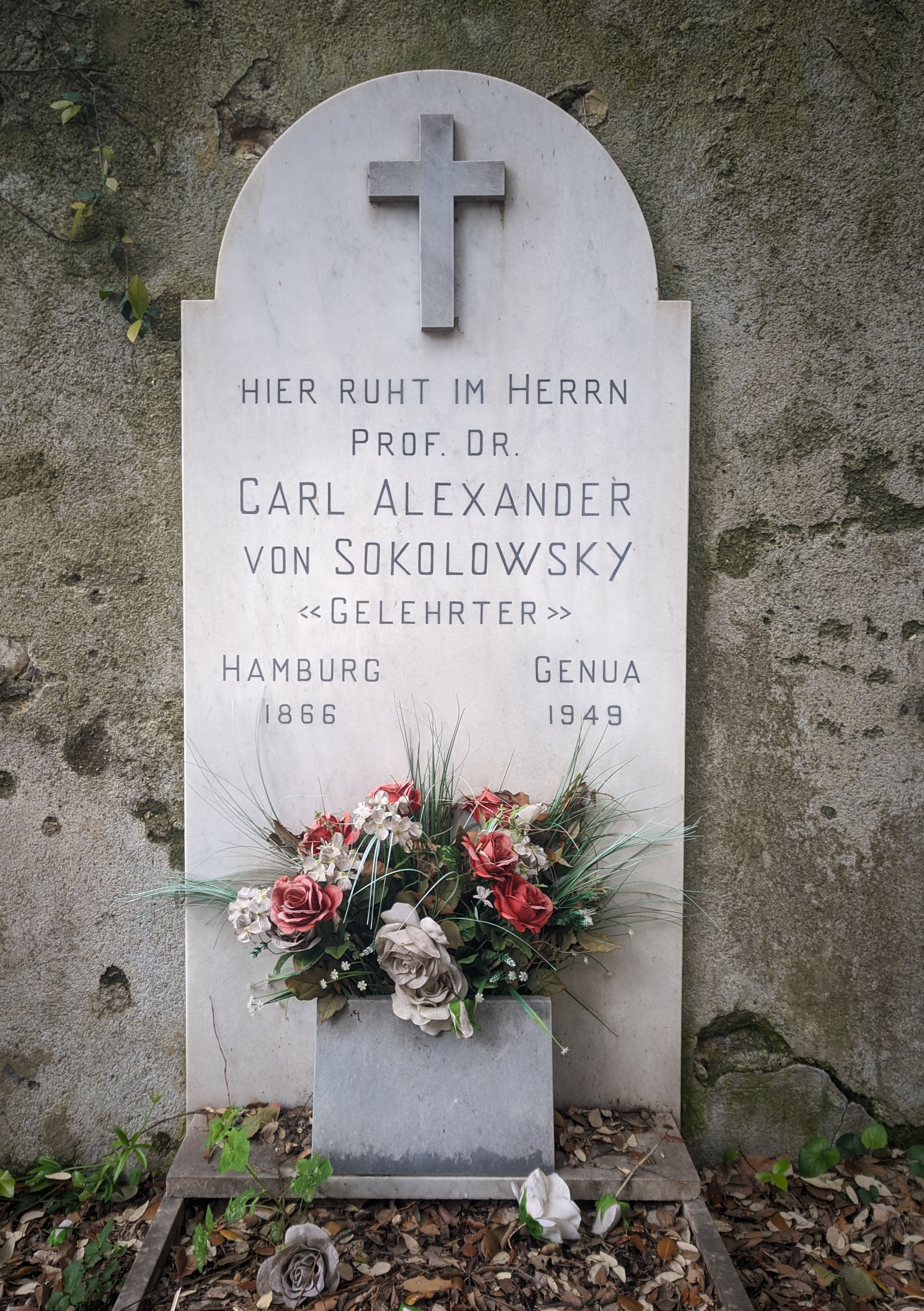
La tomba di Sokolowsky, presso il cimitero monumentale di Staglieno, Genova

Le sue pubblicazioni toccarono vari argomenti, dall'etnologia, all'etologia e alla zoologia. Nel 1908 pubblicò una dei suoi più importanti lavori, ovvero il libro Beobachtungen über die psyche der menschenaffen, con la prefazione del suo maestro Haeckel, in cui affrontò il comportamento di alcuni grandi primati in cattività rimarcando la difficoltà di ambientamento nei giardini zoologici e la conseguente morte di molti esemplari per la depressione da cui venivano colpiti gli animali dopo essere stati privati della libertà, ma anche dell'innovativo concetto della necessità degli studiosi di liberarsi di ogni pregiudizio per poter ripensare il mondo animale diversamente da come lo si era fatto sino ad allora.
Ampia diffusione ebbe anche il libro Aus dem Seelenleben höherer Tiere, pubblicazione economica destinata ad un pubblico più giovane, del 1910, in cui abbracciando le idee moniste del suo maestro Haeckel, tratta dell'umanità delle grandi scimmie e della loro capacità di interagire con i loro simili e con i loro “fratelli umani”.
Sposatosi, ebbe una figlia.
Secondo l'"Index biologorum" (1928), lavorò come professore di zoologia presso il Transvaal University College di Pretoria, Sudafrica.
Nel 1942 collabora con il museo di storia naturale Giacomo Doria di Genova, descrivendo alcuni esemplari di calappa del Sudamerica, tra cui una nuova specie (che non risulta tassonomizzata), Calappa Debeauxi, in onore di Oscar De Beaux, all'epoca direttore del museo.
Sokolowsky fu sepolto nel cimitero monumentale di Staglieno di Genova nel 1949.

## Opere
- Ueber die Beziehungen zwischen Lebensweise und Zeichnung bei Säugetieren, 1895
- Menschenkunde. Eine Naturgeschichte sämtlicher Völkerrassen der Erde. Ein Handbuch für jedermann, 1900
- Beobachtungen über die psyche der menschenaffen, 1908[9]
- Aus dem Seelenleben höherer Tiere, 1910
- Jenseits der hochkultur : ein beitrag zur wertschatzung der menschheit, 1912[12]
- Die Tierwelt der Tropen und ihre Verwertung, 1913[13]
- Carl Hagenbeck und sein Werk, 1928
- Zur Biologie der Stinktiere, 1928